# Chris Sawyer's Locomotion
Chris Sawyer's Locomotion là một game thuộc thể loại mô phỏng kinh doanh của hãng phát triển game độc lập Chris Sawyer Productions phát hành năm 2004. Theo lời Sawyer, đây là "người kế thừa tinh thần cho tựa game Transport Tycoon".

## Lối chơi
Locomotion cho phép người chơi sử dụng phương thức vận tải đường sắt, tàu điện, xe tải đường dài, xe buýt, máy bay và tàu thủy để kiếm tiền trong một công ty vận tải từ những năm 1900 đến năm 2100. Game chứa hơn 40 màn chơi được thiết kế trước và kèm theo bộ công cụ tạo màn, và cũng có thể chơi ở chế độ nhiều người chơi so tài cùng một đối thủ cạnh tranh khác do người điều khiển. Game biểu hiện dưới góc nhìn isometric 2D giống như những tựa game khác của Chris Sawyer, đặc biệt là RollerCoaster Tycoon, sử dụng bộ engine ban đầu được phát triển cho Transport Tycoon.
Các màn chơi trong game có năm mức độ khó: Beginner (tân binh), Easy (dễ), Medium (trung bình), Challenging (thử thách) và Expert (lão luyện). Game có nhiều mục tiêu khác nhau, một số yêu cầu người chơi hoàn thành ở một vị trí nhất định trong danh sách xếp hạng của công ty trong khi số khác yêu cầu vận chuyển một lượng hàng hóa cụ thể. Trong một số trường hợp, các mục tiêu này có giới hạn bổ sung, chẳng hạn như người chơi phải hoàn thành trong một thời hạn nhất định. Trong khi nhiều màn chơi mang tính hư cấu, một số màn chơi lại dựa trên các quốc gia có mặt ngoài đời thực như Hoa Kỳ, Thụy Sĩ và Vương quốc Anh.
Trong những năm gần đây, một add-on đã được tạo ra cho game, bao gồm hàng trăm chuyến tàu, xe tải, máy bay và các phương tiện khác. Một số người đã sử dụng các chương trình đặc biệt để chuyển đổi đầu máy trong Microsoft Train Simulator mang sang dùng cho Locomotion.

## Nội dung tải về
Ngay từ đầu trong quá trình phát triển của trò chơi, một số phương tiện và công trình của Nhật Bản đã được tạo ra, chỉ bị loại bỏ trong trò chơi đã xuất bản. Một trong những phương tiện này là Shinkansen 0 Series, sau này có thể tải xuống từ trang web của Chris Sawyer. Những phương tiện Nhật Bản này có thể đã được chuyển cho bên Thụy Sĩ một cách dễ dàng.